# The Lady in the Balcony: Lockdown Sessions
The Lady in the Balcony: Lockdown Sessions es un álbum en directo del músico británico Eric Clapton, publicado en noviembre de 2021. El álbum, que incluye 17 temas en directo, fue grabado en el hogar de Clapton como resultado de la cancelación forzosa de sus conciertos en el Royal Albert Hall debido a las continuas interrupciones causadas por la pandemia de COVID-19.

## Lista de canciones
| N.º | Título                                      | Duración |  |
| 1.  | «Nobody Knows You When You’re Down And Out» | 3:05     |  |
| 2.  | «Golden Ring»                               | 3:24     |  |
| 3.  | «Black Magic Woman»                         | 4:21     |  |
| 4.  | «Man of the World»                          | 3:07     |  |
| 5.  | «Kerry»                                     | 2:27     |  |
| 6.  | «After Midnight»                            | 5:00     |  |
| 7.  | «Bell Bottom Blues»                         | 4:32     |  |
| 8.  | «Key to the Highway»                        | 3:41     |  |
| 9.  | «River of Tears»                            | 6:54     |  |
| 10. | «Rock Me Baby»                              | 4:17     |  |
| 11. | «Believe in Life»                           | 4:52     |  |
| 12. | «Going Down Slow»                           | 4:27     |  |
| 13. | «Layla»                                     | 5:29     |  |
| 14. | «Tears in Heaven»                           | 4:34     |  |
| 15. | «Long Distance Call»                        | 3:46     |  |
| 16. | «Bad Boy»                                   | 3:44     |  |
| 17. | «Got My Mojo Working»                       | 4:44     |  |

## Posición en listas
| País                            | Posición |
| ------------------------------- | -------- |
| Alemania (Media Control Charts) | 4        |
| Austria (Ö3 Austria)            | 9        |
| Bélgica (Ultratop flamenca)     | 22       |
| Bélgica (Ultratop valona)       | 19       |
| España (PROMUSICAE)             | 47       |
| Países Bajos (Album Top 100)    | 20       |
| Italia (FIMI)                   | 81       |
| Reino Unido (UK Albums Chart)   | 37       |